# Euploea siamensis
Euploea siamensis är en fjärilsart som beskrevs av Felder 1865. Euploea siamensis ingår i släktet Euploea och familjen praktfjärilar. Inga underarter finns listade i Catalogue of Life.